# Aste Nagusia

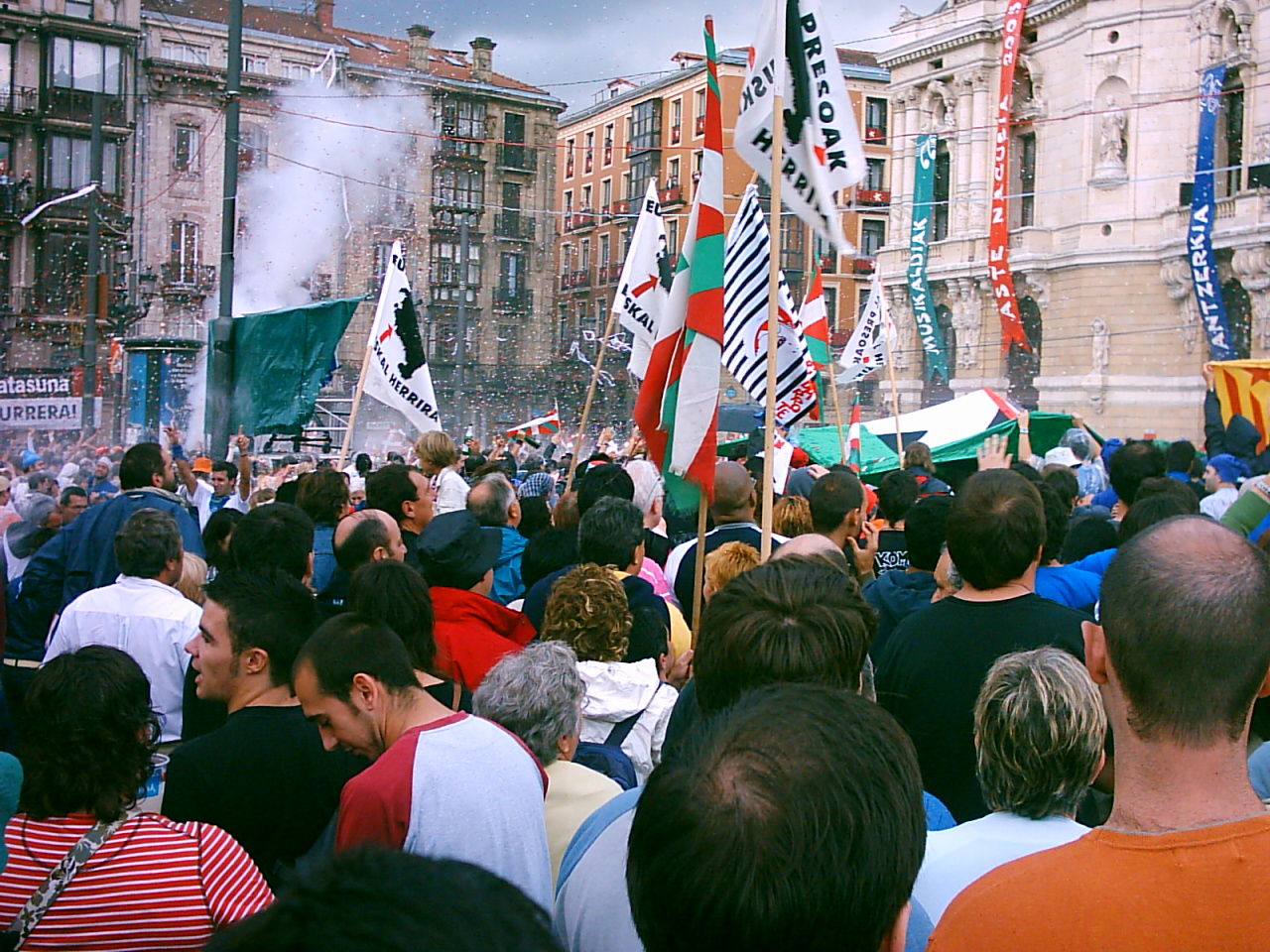
Segons després del llançament del txupin 2005.

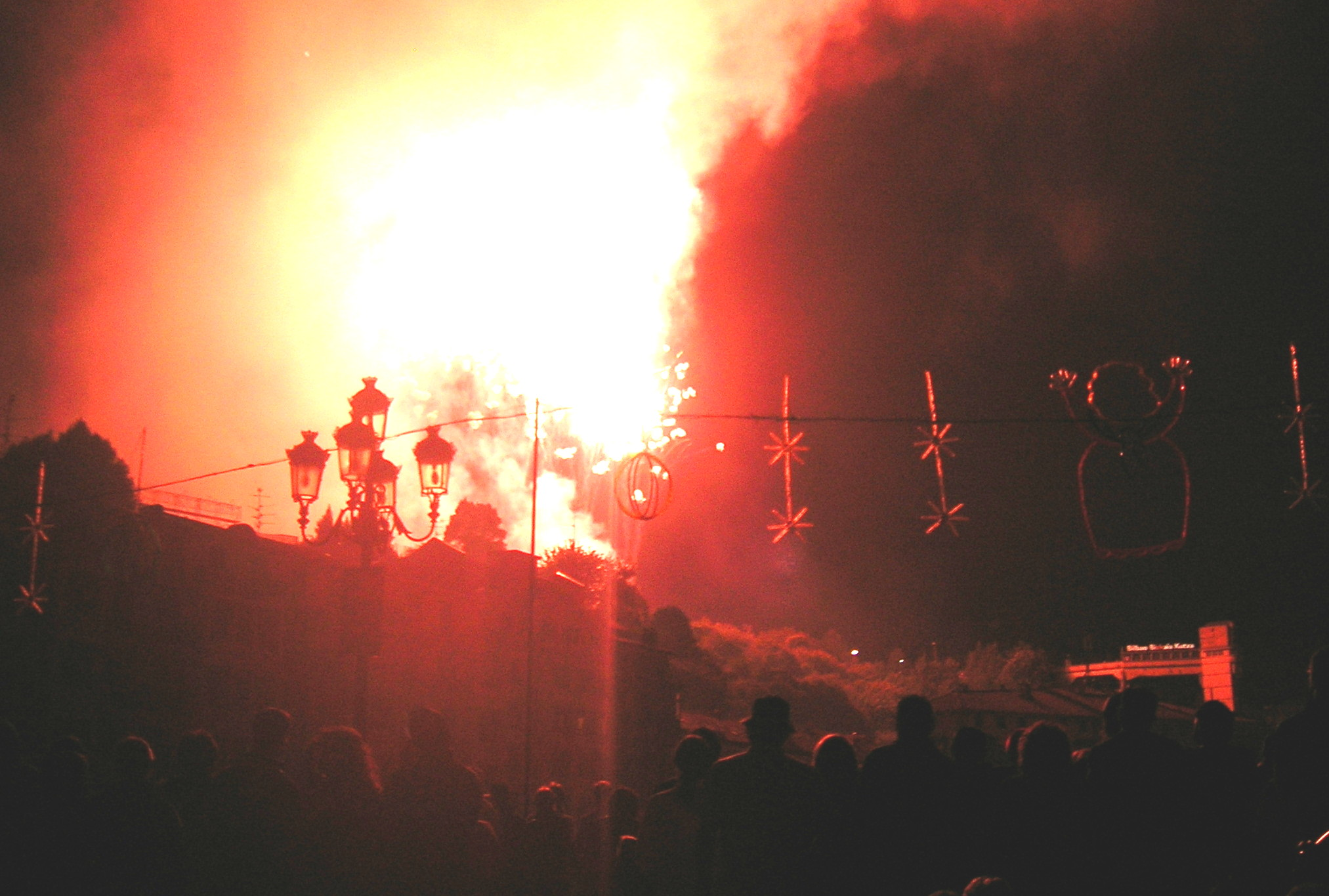
Focs artificials, XVI Concurs Internacional Villa de Bilbao, 2006.

La Setmana Gran o Aste Nagusia és la festa principal de Bilbao que se celebra anualment durant 9 dies. El començament de les festes és el dissabte anterior al 22 d'agost.

## Història
La Setmana Gran com a tal se celebra des de 1978, encara que anteriorment ja coincidia amb l'agost la visita del circ, barraques de fira, corrides de toros, combats de boxa i espectacles de danses tradicionals. És organitzada d'acord amb un model organitzatiu especial de cooperació entre les comparses (a partir de 2002, la Federació Bilboko Konpartsak) i l'Ajuntament de Bilbao. L'origen d'aquest model va ser el concurs d'idees llançat el 1978 per l'ajuntament durant la transició per organitzar un nou model que fos participatiu i revitalitzés l'estil de Setmana Gran durant el franquisme. El concurs va ser guanyat pel projecte presentat per Txomin Barullo, actualment una de les comparses pioneres de Bilbao, i consistia en una organització compartida entre l'ajuntament i les comparses, grups de caràcter festiu procedents de diversos barris de Bilbao i representatius de diverses sensibilitats sociopolítiques de l'època.
L'acte inicial, és el llançament del txupin, que té lloc des de 2001 a la Plaça de l'Arriaga Antzokia. Inclou el llançament d'un coet o txupin per la txupinera, i la lectura del pregó per part del pregoner o pregonera.
El 1980, el llavors alcalde Jon Castañares (PNB) va decidir que l'ajuntament organitzaria en solitari l'Aste Nagusia. Davant del boicot de les comparses, que no van instal·lar les seves txosnas ni van participar en cap acte, i el fracàs del cop de timó, l'ajuntament va desistir i les festes de 1981 van reprendre el model col·laboratiu de 1978.
El 1983 es van haver de suspendre les festes a causa de les greus inundacions produïdes pel desbordament del Nervión-Ibaizábal.
El 2009 es va elegir l'Aste Nagusia / Setmana Gran de Bilbao, com un dels 10 tresors del patrimoni cultural immaterial d'Espanya, i va aconseguir el primer lloc en la classificació.

## Pregoner
És la persona encarregada de llegir el pregó anunciador de les festes, animant a participar en elles.
En els anys 1978, 1979 i 1982 els pregons els va realitzar la Coordinadora de comparses, en bilingüe, elegint dues comparses per sorteig dues perquè cada una elegís en un idioma. L'any 1980 va ser l'alcalde Jon Castañares que va redactar i va llegir el pregó. La resta dels anys, la comissió mixta comparses-ajuntament elegeix una persona coneguda a Bilbao perquè ocupi el lloc de pregoner a la Setmana Gran.
Fins a l'any 1986 el pregoner es limitava a llegir el seu pregó i desapareixia de les festes, però l'esmentat any Natxo de Felipe, per iniciativa pròpia assisteix a diversos actes festius, donant-li una major dimensió al càrrec.
El 1988 Josepe Zuazo va dissenyar un uniforme per a aquest lloc, les línies generals del qual es mantenen fins avui: jaqueta en frac groga, bicorn negre emplomallat gerriko (faixa) blanca, i pantaló o faldilla blanc per a diari i negre per a cerimònia. L'uniforme del pregoner té similituds amb el de les milícies liberals que van defensar la vila davant els carlistes durant el setge de Bilbao.
El 1980 el pregó va ser llegit pel llavors alcalde Jon Castañares. Des del 1981, els pregoners són elegits per la comissió mixta.

## Txupinera
La txupinera és l'encarregada de llançar el coet anunciador del començament de les festes. Cada any és elegida entre els membres femenins de la comparsa que hagi resultat elegida en el sorteig celebrat a la Federación Bilboko Konpartsak (Coordinadora o Federació de comparses), on les comparses ja elegides en edicions anteriors no entren a sorteig.
L'any 1981 a banda del txupín anunciador de les festes, se li encomana la tasca de llançar un altre coet cada dia a les set del matí amb què anuncia que comença un nou dia festiu. Aquell any, davant l'augment notable de la seva tasca es va elegir una txupinera "reserva", que va correspondre a la comparsa Kezkalariak, no tornant a realitzar-se al no considerar-se necessari.
El 1983 amb la intenció de donar-li una major rellevància, l'escultor José Angel Lasa va realitzar amb fusta de roure el penjador per a la txupín, el botafuego i la makila, en senyal d'autoritat, propis del seu càrrec. Són guardats a l'Ajuntament i són lliurats a l'elegida d'enguany per mans de l'anterior txupinera.
Ja el 1985 la Coordinadora de comparses va sufragar les despeses de l'uniforme específic per al càrrec dissenyat per Alejandro Gutierrez. L'uniforme consta de casaca vermella amb grans muscleres, amb vius negres al coll, amb xarreteres i doble fila de botonadura daurada; faldilla negra d'estam, de tub; boina vermella amb l'escut de la Vila de Bilbao brodat i sabates de xarol negre amb mitges blanques. L'uniforme de la txupinera té similituds amb les de les tropes carlistes que van assetjar i van bombardejar Bilbao durant el primer Setgr De Bilbao, especialment per la seva característica boina vermella.
- 1978: Ana Isabel Arceniega, comparsa Araba Etxea.
- 1979: María Jesús Aguirregoitia, comparsa Uribarri.
- 1981: Montse Valerio, comparsa Kaixo.
- 1982: Anabel Fernández, comparsa Moskotarrak.
- 1983: Alazne Olabarrieta, comparsa Mamiki.
- 1984: María Ascensión Cruces, comparsa Txintxarri.
- 1985: María Luisa Crespo, comparsa Intxausti.
- 1986: Manoli Cruces, comparsa Gautxoriak.
- 1987: Magdalena Landa, comparsa Ardoa Barrura.
- 1988: Itziar Pagalday, comparsa Zaratarrak.
- 1989: Eva Dolado, comparsa Bizizaleak.
- 1990: Itxaso Goti, comparsa Kaskagorri.
- 1991: Miren Barrutia, comparsa Hau Pittu Hau!.
- 1992: Txelo Martínez, comparsa Tximitxurri.
- 1993: Nerea Ahedo, comparsa Adiskideak.
- 1994: Josune Bañales, comparsa Gogorregi.
- 1995: Sandra Guzman, comparsa Hontzak.
- 1996: Arantza de Jesús, comparsa Hor Dago!.
- 1997: Sonia Charcan, comparsa Aixe Berri.
- 1998: Sonia Villamor, comparsa Kobetas Mendi.
- 1999: Arantza Garbayo, comparsa Pa..Ya.
- 2000: Aitziber Zalbide, comparsa Lehoiak.
- 2001: Berta García, comparsa Irrintzi.
- 2002: Lurdes Luke, comparsa Satorrak.
- 2003: Maite Pérez, comparsa Pinpilinpauxa.
- 2004: Begoña Benedicto, comparsa Askapeña.
- 2005: Aitziber Adell Ateca, comparsa Tintigorri.
- 2006: Marta Gerrikabeitia, comparsa Sinkuartel.
- 2007: Larraitz Cisneros, comparsa Altxaporrue.
- 2008: Isabel Isazelaia, comparsa Algara.
- 2009: Sonia Polo, comparsa Eguzkizaleak.
- 2010: Aratz Irazabal, comparsa Txinbotarrak.
- 2011: Patricia Lezama, comparsa Mekauen.
- 2012: Nerea Orizaola, comparsa Zaratas.
- 2013: Jone Artola, comparsa Txori Barrote. El seu nomenament va ser recorregut per Carlos Urquijo, delegat del govern al País Basc.
- 2014: Loreto Errasti, comparsa Piztiak.
- 2015: Oihana Pascual, comparsa Txomin Barullo.
- 2016: Gisèle Felli, comparsa Komantxe.
- 2017: Ane Ortiz, comparsa Askapeña Arxivat 2017-07-10 a Wayback Machine..

## Marijaia

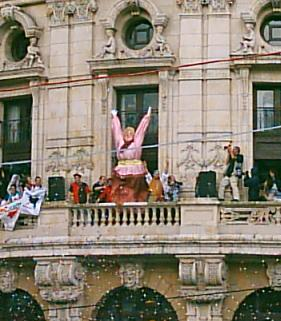
Marijaia a l'Arriaga Antzokia el 2005

Des de l'any 1978, Marijaia és el símbol oficial de les festes i des de 1997 té una cançó pròpia, anomenada Badator Marijaia (Ja arriba la Marijaia) composta per Kepa Junkera.
Es tracta d'una senyora rodanxona que sempre té els braços en alt com si estigués ballant. Va néixer el 19 d'agost de 1978, creada per Mari Puri Ferrer, que la va dissenyar i construir en només 5 dies, després de l'encàrrec de la Comissió de Festes.